# سنگ‌چشم خاکستری غول‌پیکر
سنگ‌چشم خاکستری غول‌پیکر (نام علمی: Lanius giganteus) گونه ای از پرندگان خانواده سنگ‌چشمان (Laniidae) است که در چین یافت می‌شود. زیستگاه طبیعی آن جنگل‌های معتدل است. در گذشته یکی از زیرگونه‌های سنگ‌چشم خاکستری چینی (Lanius sphenocercus) در نظر گرفته می‌شد، اما در سال ۲۰۲۱ توسط اتحادیه بین‌المللی پرنده‌شناسان به عنوان گونه‌ای متمایز تقسیم شد.